# 캐서린 바크

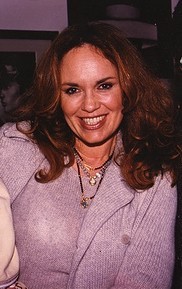

캐서린 바크(Catherine Bachman, 1954년 3월 1일 ~ )는 미국의 배우이다.
워런에서 태어났다.

## 출연 작품
- Book of Fire (2015)
- 채프먼 (2013년)
- 유 어게인 (2010년)
- 해저드 마을의 듀크 가족 - 헐리웃 소동 (2000년)
- 해저드 마을의 듀크 가족 - 재결합 (1997년)
- 분노의 집행자 (1992년)
- 반칙 게임 (1992년)
- 집시 반란 (1990년)
- 지옥의 테러 (1989년)
- 지하 터널의 전설 (1989년)
- 론리 하트 (1987년)
- 캐논볼 2 (1984년)
- 분노의 강 (1983년)
- 니콜 (1978년)
- 허슬 (1975년)
- 클린트이스트우드의 대도적 (1974년)

### 텔레비전
- 해저드 마을의 듀크 가족 (1979년)
- 사랑의 유람선 (1977년)
- 여형사 페페 (1974년)